# 長野県道501号聖高原瀬口線
長野県道501号聖高原瀬口線（ながのけんどう501ごう ひじりこうげんせぐちせん）は、長野県東筑摩郡麻績村と長野市を結ぶ一般県道。路線の認定はされているが、区域決定の告示のされていない路線の一つ。ただし長野県道12号丸子信州新線の案内標識には県道501号の表記がある。

## 概要

### 路線データ
- 起点：東筑摩郡麻績村麻績（国道403号交点）
- 終点：長野市大岡甲字瀬口（長野県道12号丸子信州新線交点）

## 通過する自治体
- 東筑摩郡麻績村
- 長野市

## 交差・接続する道路
- 国道403号 - 東筑摩郡麻績村麻績（起点）
- 長野県道12号丸子信州新線 - 長野市大岡甲字瀬口（終点）